# Eremocosta titania
Eremocosta titania (Muma, 1951) es una especie de arácnido  del orden Solifugae de la familia Eremobatidae.

## Distribución geográfica
Se encuentra en Estados Unidos y México.  Se distribuye desde el norte del desierto de Mojave hasta el desierto de Sonora, al oeste del río Colorado.

## Descripción
Macho de color general amarillo claro; apéndices algo más oscuros, con los extremos distales del fémur y los extremos proximales de la tibia de un violeta púrpura claro. El margen anterior del propeltidio es violeta oscuro. Setación típica. Patas LIII y LIV con bacilos en el borde anterior de la coxa.
Hembra. Color general ligeramente más claro que el del macho. Los apéndices presentan la misma coloración que en el macho. Setación queliceral típica de las hembras.